# Solarstone
Solarstone (voorheen Solar Stone) is een Britse trancegroep.

## Beschrijving
Het muziekproject startte in 1996 als een trio met Richard Mowatt, Andy Bury en Sam Tierney. De pseudoniemen Young Parisians, Liquid State en Z2 werden ook wel gebruikt. Tierney verliet de groep al na een jaar en Bury ging zijn eigen weg in 2006. Mowatt ging solo verder.
Solarstone had drie grote hits in het Verenigd Koninkrijk. De meest succesvolle single was "Seven Cities", die piekte op nummer 39 in 1999 en waarvan er 500.000 exemplaren zijn verkocht.
In 2003 en 2004 volgde een samenwerking met dj Scott Bond voor het uitbrengen van drie singles, dit zijn "3rd Earth", "Naked Angel" en "Red Line Highway". Ook samen met Paul Oakenfold zijn diverse remixes uitgebracht. Geen van de nummers bereikte de Nederlandse hitlijsten.
In 2014 startte Solarstone een project met Giuseppe Ottaviani onder de naam PureNRG, waar diverse singles en live-optredens mee zijn gedaan.

## Radioshows
Mowatt startte op 19 mei 2005 met een eigen radioshow, waarbij de laatste uitzending plaatsvond op 10 juli 2008. Op 2 september 2015 werd een nieuw radioprogramma gestart onder de naam "Pure Trance Radio".

## Discografie

### Studioalbums
- Anthology One (2006)
- Rain Stars Eternal (2008)
- RSEmix (2009)
- Touchstone (2010)
- Touchstone Remixed (2012)
- Pure (2012)
- .--- (2017)
- ..--- (2018)
- ...--- (2019)
- One (2019)
- Island (2020)

### Singles
Een selectie van enkele singles.
- "The Calling" (1997)
- "Seven Cities" (1999)
- "Solarcoaster" (2003)
- "Third Earth" (2003, met Scott Bond)
- "Naked Angel" (2004, met Scott Bond)
- "Red Line Highway" (2005, met Scott Bond)
- "Late Summer Fields" (2007, met Alucard)
- "Hold My Breath" (2008, met Mr. Sam en Andy Duguid)
- "Slowmotion" (2010, met Orkidea)
- "Fireisland" (2012, met Aly & Fila)
- "Falcons" (2012, met Giuseppe Ottaviani)
- "Fata Morgana" (2015, met Gai Barone)
- "Querencia" (2017, met Indecent Noise)
- "Rust" (2020, met Ian Urbina)
- "Sovereign" (2022)

### Remixes
Een selectie van enkele remixes.
- Energy 52 – Café Del Mar (1997)
- Chakra – Home (1997)
- Dominion – 11 hours (1998)
- Matt Darey – From Russia With Love (1999)
- Moonman – Galaxia (2000)
- Planet Perfecto – Bullet in the Gun 2000 (2000)
- Cygnus X – Orange Theme (2000)
- Jan Johnston – Silent Words (2001)
- Paul Oakenfold – Southern Sun (2002)
- Filo and Peri pres. Whirlpool – Under the Sun (2004)
- Sarah McLachlan – World on Fire (2004)
- Radiohead – House of Cards (2008)
- Ferry Corsten – Gabriellas Sky (2009)